# Hubert Beuve-Méry
Hubert Beuve-Méry (* 5. Januar 1902 in Paris; † 6. August 1989 in Fontainebleau) war ein französischer Journalist und Gründungsherausgeber der Zeitung Le Monde.

## Leben
Beuve-Méry stammte aus einfachen Verhältnissen und erlebte aufgrund des Ersten Weltkrieges eine schwierige Kindheit. Dennoch konnte er eine höhere Schule besuchen und Jura studieren. Er sammelte seine ersten journalistischen Erfahrungen bei der Zeitung Les Nouvelles Réligieuses, einem konservativen katholischen Blatt, und msammelte 1925 seine ersten politischen Erfahrungen, als er an Demonstrationen der monarchistisch-nationalistischen Organisation Camelots du roi teilnahm, die gegen die Berufung des Pazifisten Georges Scelle an die juristische Fakultät der Universität Paris protestierte. 1925 wurde er für eine kurze Zeit Mitglied von Le Faisceau, der ersten faschistischen Partei in Frankreich.
Nach seiner Promotion lehrte er als Jurist am französischen Kulturinstitut (Institut français) in Prag, wo er auch technischer Berater des Außenministeriums der Ersten Tschechoslowakischen Republik wurde. In der tschechischen Hauptstadt beobachtete er die Gefahren des ansteigenden Militarismus in Europa und wurde zu jener Zeit Korrespondent mehrerer Pariser Tageszeitungen, darunter Le Temps, dem inoffiziellen Sprachrohr des französischen Außenministeriums. 1938 verließ er die Redaktion, um gegen das Münchner Abkommen und damit die Aufgabe der Tschechoslowakei durch Frankreich zu protestieren.
Hubert Beuve-Méry unterstützte nach der Kapitulation Frankreichs (1940) die Kollaborationsregierung von General Philippe Pétain und ihre Politik der „nationalen Revolution“. 1940/41 war er als Studiendirektor an der École des cadres d’Uriage im Thermalkurort Uriage-les-Bains bei Grenoble, einer Ausbildungsstätte für Führungskräfte im Sinne des Vichy-Regimes, tätig. 
Nachdem Premierminister Pierre Laval im Dezember 1942 die Schule schließen ließ, wechselte Beuve-Méry mit einigen Kollegen die Seite und schloss sich der Résistance an. 1943/44 war er Leutnant der Forces françaises de l’intérieur und zusammen mit Kämpfern des Maquis an der Befreiung des Départements Tarn beteiligt. Damit gehört Beuve-Méry zu den Beispielen, die Simon Epstein in seinem Buch über das Paradoxe français beschreibt: Er ist ein Vertreter der nationalistischen Rechten, die sich in der Résistance engagierten, während andererseits eine Reihe von linken Antifaschisten, Antirassisten und Pazifisten der Zwischenkriegszeit zu den Kollaborateuren gehörte.
1944, nach der Landung der Alliierten in der Normandie, schrieb Beuve-Méry, die USA und ihr Materialismus seien „eine wirkliche Gefahr für Frankreich“ und gab damit Zeugnis vom verbreiteten Antiamerikanismus französischer Intellektueller der Nachkriegszeit.
Im Oktober 1944 wurde er Chefredakteur der katholischen Wochenzeitung Temps présent, bevor er von General de Gaulle beauftragt wurde, eine Qualitätszeitung herauszugeben, die Le Temps ersetzen sollte. So entstand Le Monde, deren erste Ausgabe am 18. Dezember 1944 erschien und deren Direktor Beuve-Méry bis 1969 blieb. Er hatte sich mittlerweile der politischen Linken zugewandt und war in seinen Leitartikeln, die er unter dem Pseudonym Sirius verfasste, ein beständiger Kritiker des Gaullismus.
1972 wurde er mit der Golden Pen of Freedom Award, einer Auszeichnung für Journalisten des Weltzeitungsverbandes, geehrt. 1954 gründete er die Wochenzeitung Le Monde diplomatique.